# 4584 Akan
4584 Akan је астероид главног астероидног појаса чија средња удаљеност од Сунца износи 2,789 астрономских јединица (АЈ).
Апсолутна магнитуда астероида је 12,4.